# Rosa nutkana
Rosier de Nootka
Pour les articles homonymes, voir Nootka.
Espèce
Classification phylogénétique
Le rosier de Nootka (Rosa nutkana) est une espèce de plantes à fleurs de la famille des Rosaceae. C'est un rosier classé dans la section des Cinnamomeae, originaire de la région du Nord-Ouest Pacifique en Amérique du Nord (à cheval sur les États-Unis et le Canada). Il tient son nom de la tribu amérindiennes des Nootkas.

## Description
Il fait partie de la section des Cinnamomeæ (comme Rosa rugosa)
C'est un buisson peu dense au feuilles vert foncé à 5 à 9 folioles dentelés.
Les fleurs simples, roses, assez grandes, apparaissent en juin et sont suivies de gros fruits ronds et rouges.
C'est une plante protocarnivore capable de piéger et de tuer des insectes, mais incapable de les digérer ou d'assimiler leurs nutriments

## variétés et hybrides
- 'Cantab'  (Hurst 1939, Rosa nutkana x'Red Letter Day') à tiges foncées, feuillages vert grisé et grandes fleurs simples rose foncé
- 'Schoener's Nutkana', vigoureux, à grandes fleurs simples rose vif parfumées

## Utilisation
Les femmes Nuu-chah-nulth en Colombie Britannique traitent les bourgeons qu'elles utilisaient ensuite comme méthode de contraception.

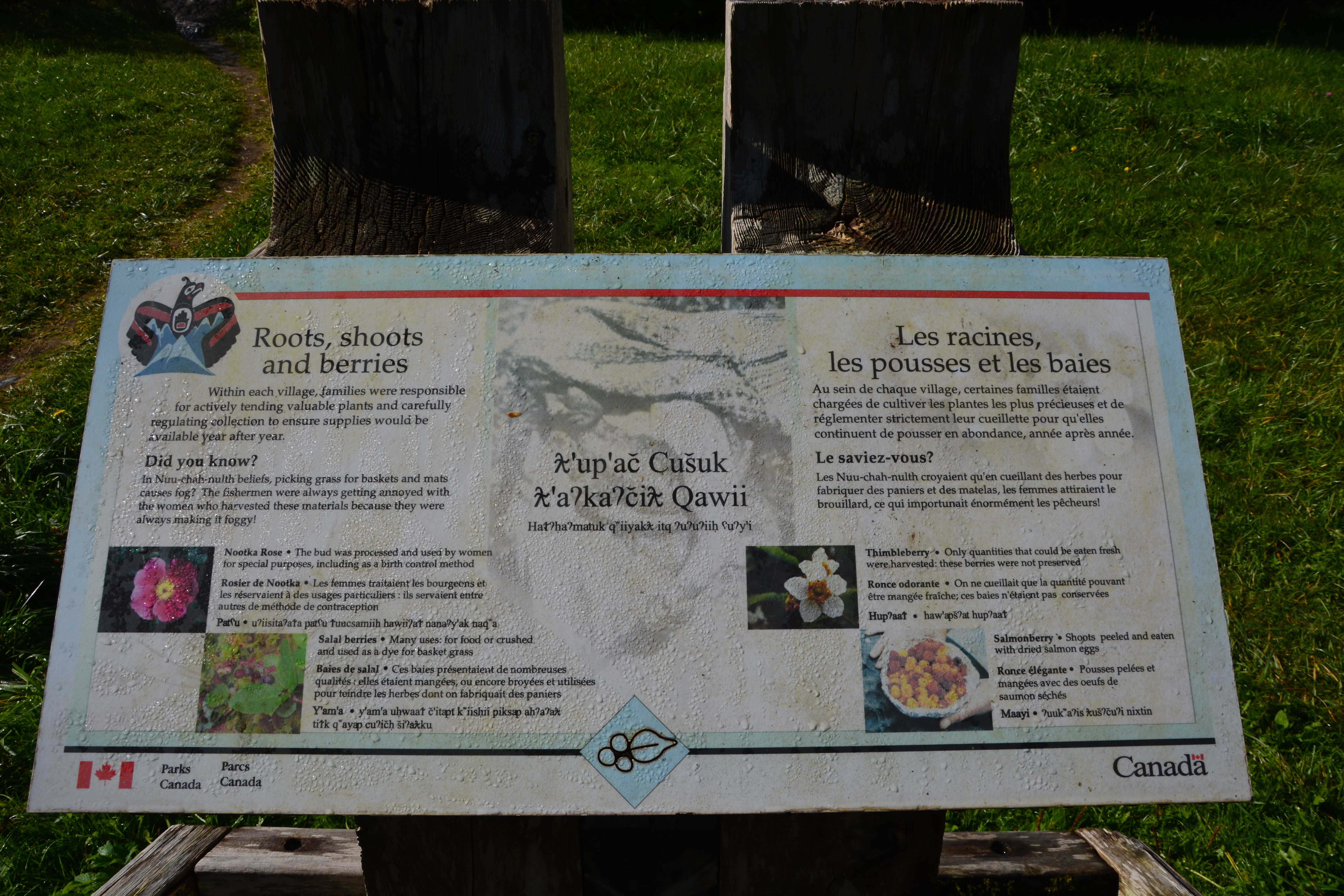
Panneau d'information dans le Parc national de Pacific Rim.
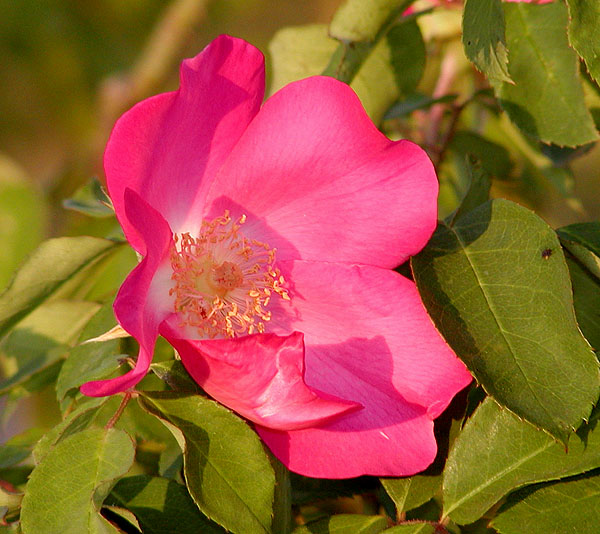
Fleur au jardin botanique 'San Jose Heritage Rose Garden'.